# بهزاد بشتایم
پیش‌نمایش خلاصۀ ویرایش:
(افزودن اطلاعات باشگاهی)
بهزاد بشتایم (متولد ۹ آبان ۱۳۶۴ در تبریز) کارشناس ارشد تربیت بدنی، بازیکن اسبق تیم ملی دانشجویان ایران، پتروشیمی تبریز، شهرداری تبریز و مربی فوتبال اهل ایران است.
وی دوران بازیگری خود را در تیم های امید ماشین سازی تبریز، مقاومت اصفهان و در تیم های جوانان و نوجوانان شهرداری تبریز سپری کرده است.
او همچنین بازیکن تیم فوتسال شهدای گمنام نیز بوده و در تا کنون ۱۵ سال سابقه مربیگری در کارنامه خود دارد.

## اجرایی
بشتایم مسئول استعدادیابی تیم ملی ایران در سال های ۸۹  تا ۹۲ در شمالغرب ایران بوده است.
وی در این دوره توانست بازیکنانی مثل بهزاد سلامی و سعید آقایی را به فوتبال تبریز و ایران معرفی کند.
همچنین او ریاست کانون مربیان استان آذربایجان شرقی را از سال های ۹۲ تا ۹۴ عهده دار بوده است.
دبیری کمیته آموزش هیت فوتبال استان آذربایجان شرقی و مربیگری تیم های منتخب آموزشگاه های استان از سمت های اجرایی وی می باشد.
او عنوان برترین مربی جوان شاغل در لیگ برتر توسط کانون مربیان نیز انتخاب شد.

## مربیگری
وی مربیگری را از تیم بازرگانی تبریز در سال ۸۷ شروع کرد. پس از دو سال فعالیت در آنجا در سال ۸۹ به تیم مس سونگون پیوست و در کادر فنی تیم فوتسال مس حضور داشت.
پس از نزدیک به یک سال فعالیت در مس، به همراه رسول خطیبی به تیم ماشین سازی تبریز پیوست.
بعد از ماشین سازی، به تیم گسترش فولاد تبریز در لیگ آزادگان پیوسته و توانست به همراه آن تیم در سال فصل ۹۱-۹۲ به لیگ برتر صعود کند.
وی همچنین مربی تیم های لیگ برتری سیاه جامگان، ماشین سازی تبریز و آلمینیوم اراک بوده است.
بشتایم در زمان حضور خود در تیم های گسترش فولاد، ماشین سازی و آلومینیوم اراک توانست به لیگ برتر صعود کند.
تیم های تراکتور، گسترش فولاد، ماشین سازی، آلومینیوم ارک و سیاه جامگان از تیم های بوده اند که وی در زمان حضورشان در لیگ برتر آنها را مربیگری کرده است.